# Łopuszno
Łopuszno é um município no sudeste da Polônia. Pertence à voivodia da Santa Cruz, no condado de Kielce. É a sede da comuna urbano-rural de Łopuszno.
Estende-se por uma área de 5,2 km², com 1 437 habitantes, segundo o censo de 31 de dezembro de 2024, com uma densidade populacional de 274 hab./km².
Nos anos 1975–1998, a cidade pertenceu administrativamente à voivodia de Kielce. Em 2023, recebeu direitos de cidade.

## Localização
A cidade está localizada na parte noroeste da voivodia de Santa Cruz, a 31 km de Kielce. Łopuszno está localizada nas colinas Łopuszańskie, que fazem parte do planalto de Przedbórz. Existem inúmeras colinas construídas com rochas do Jurássico e do Triássico Superior. A nordeste da cidade estende-se a cordilheira Dobrzeszów das Montanhas Świętokrzyskie.
As estradas provinciais n.º 728 e n.º 786 passam pela cidade.

## Partes integrantes da cidade
| Nome     | Tipo            |
| -------- | --------------- |
| Górki    | parte da cidade |
| Ludwików | parte da cidade |
| Roszka   | parte da cidade |
| Sadów    | parte da cidade |

## História
O nome da cidade provavelmente vem de łopian (bardana) — uma planta que era abundante nesta área. A primeira menção à vila data do século XIV. Em um documento de 1355, a vila foi registrada com o nome de Łopuszna, em 1367 já como Łopuszno. No século XV, a vila pertencia à família Łopuszański. No final do século XIV ou início do século XV, foi construída aqui a primeira igreja de madeira. No século XVII, Łopuszno foi adquirida por Zygmunt Łącki. Os próximos proprietários da aldeia foram os Derszniaks do brasão Korczak.
Em 1732, após o casamento de Anna Derszniakówna e Jan Dobiecki, do brasão de Ostoja, a propriedade Łopuszna tornou-se propriedade da família Dobiecki. A propriedade consistia em edifícios senhoriais rodeados por um parque e quatro fazendas: Łopuszno, Jasień, Sady (ou Chucisko) e Zarębieńce.
No final do século XIX, havia 62 casas em Łopuszno. Os judeus predominavam entre os habitantes. Das 828 pessoas que vivem em Łopuszno, 587 eram de nacionalidade judaica. O comércio local concentrava-se na aldeia e Łopuszno era habitada por inúmeros artesãos. Havia uma igreja paroquial, um tribunal comunal, um escritório comunal e uma sinagoga. As seguintes comunas estavam sob a jurisdição do tribunal municipal local: Łopuszno, Snochowice, Piekoszów e Zajączków.
Łopuszno agora abriga a Equipe de Resgate Médico do Centro Santa Cruz de Resgate Médico e Transporte Sanitário, símbolo W-5. A cidade também abriga o clube de futebol “Zryw Łopuszno”, fundado em 1973.

## Obtenção do estatuto de cidade (2023)
Em 2022, o Conselho da Comuna de Łopuszno adotou a resolução XXXVI/315/2022 sobre a realização de consultas com os residentes da comuna sobre a concessão a Łopuszno do estatuto de cidade. Data da votação: 14 a 19 de março de 2022. Participaram das consultas 336 moradores da comuna, dos quais 317 votos foram válidos. Desse número, 251 pessoas foram a favor da concessão do estatuto de cidade a Łopuszno (79,18% dos votos válidos), 50 participantes foram contra (15,77%) e 16 pessoas se abstiveram (5,05%). Em Łopuszno, 59 votos foram expressos, dos quais 48 foram a favor (81,36%), 9 foram contra (15,25%) e dois votos foram abstenções (3,39%). Em 25 de março de 2022, o Conselho Comunal adotou a resolução XXXVII/319/2022 sobre a apresentação de um pedido de estatuto de cidade a Łopuszno. Dez vereadores votaram a favor, 3 foram contra e 2 se abstiveram de votar. Em 1 de janeiro de 2023, foi concedida a condição de cidade.

## Monumentos históricos

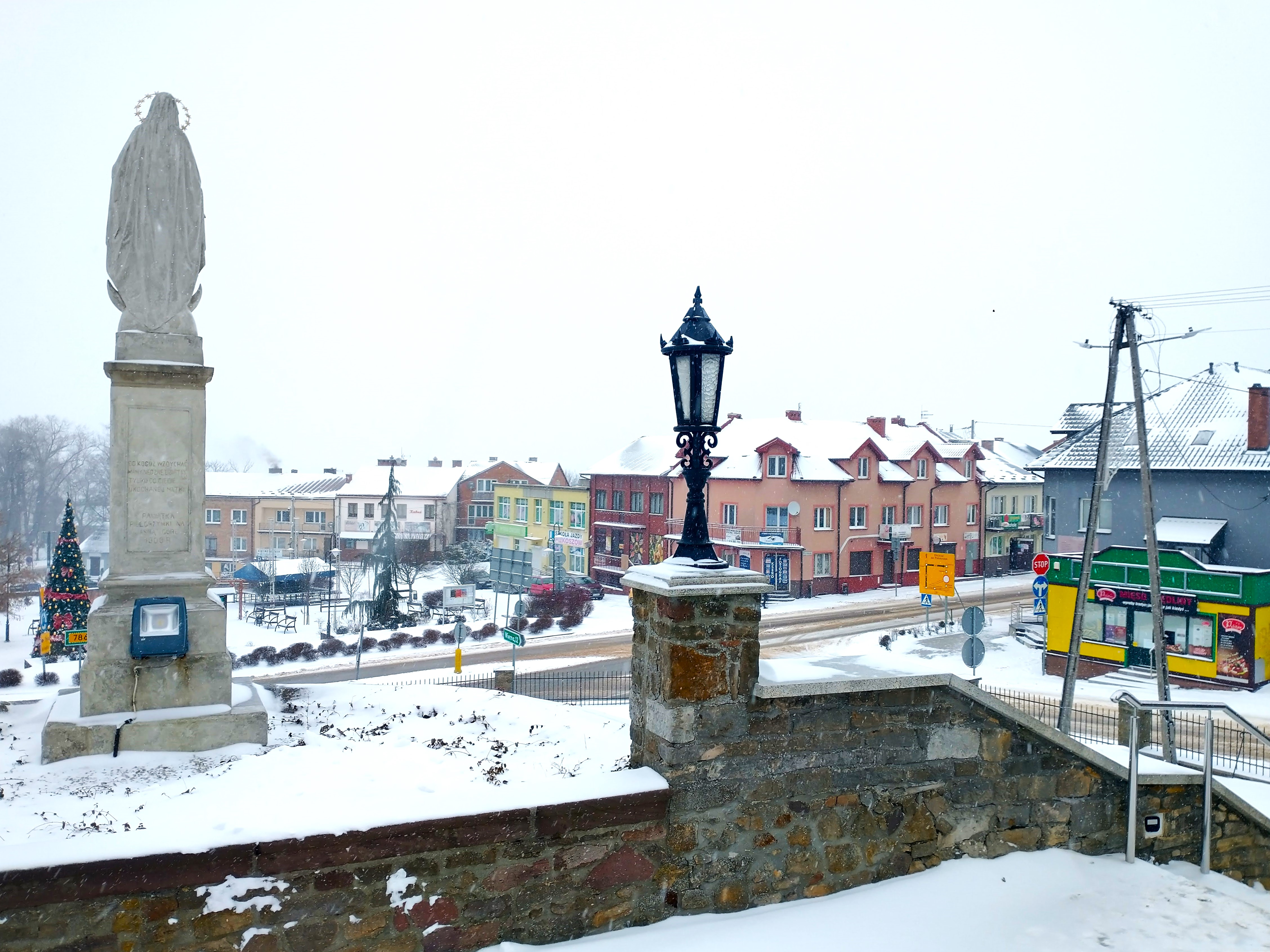
Praça principal

- Palácio Dobieckich de 1897 com portão de tijolos da primeira metade do século XVIII, construído conforme o projeto de Władysław Marconi. Está situado na rua Konecka, 2. Antes da construção do palácio, a residência dos Dobiecki era um antigo solar de madeira. A mansão de madeira provavelmente pegou fogo e Eustachy Dobiecki construiu uma nova residência familiar nas proximidades. Após a morte de Eustachy Dobiecki, toda a propriedade foi herdada por Artur Dobiecki (sobrinho de Eustachy). Durante as hostilidades durante a Primeira Guerra Mundial, o palácio pegou fogo e caiu em ruínas. Em 1936, o prédio destruído foi reconstruído. Após a Segunda Guerra Mundial, a propriedade foi transferida para a Cooperativa de Produção em Łopuszno. Nos anos 1947–1948, o prédio foi reformado e convertido em escola. O edifício abrigava o Complexo de Escolas Secundárias n.º 5 em Łopuszno, incluindo o Liceu de educação geral, Cardeal Karol Wojtyła,[10] atualmente operando em uma nova sede na rua Kasztanowa.[11] O palácio foi recuperado pelos herdeiros — a família Chrzanowski[12] O conjunto senhorial com portão de entrada e o parque[13] foram inscritos no registro de monumentos imóveis.
- Igreja paroquial da Elevação da Santa Cruz reconstruída no final do século XIX.[14]

## Demografia
Conforme os dados do Escritório Central de Estatística da Polônia (GUS) de 31 de dezembro de 2024, Łopuszno é uma cidade muito pequena com uma população de 1 437 habitantes (36.º lugar na voivodia de Santa Cruz e 943.º na Polônia), tem uma área de 5,2 km² (45.º lugar na voivodia de Santa Cruz e 853.º lugar na Polônia) e uma densidade populacional de 274 hab./km² (26.º lugar na voivodia de Santa Cruz e 765.º lugar na Polônia). Entre 2002–2024, o número de habitantes aumentou 11,3%.
Os habitantes de Łopuszno constituem cerca de 0,67% da população do condado de Kielce, constituindo 0,12% da população da voivodia de Santa Cruz.
| Descrição                         | Total      | Total   | Mulheres   | Mulheres | Homens     | Homens  |
| --------------------------------- | ---------- | ------- | ---------- | -------- | ---------- | ------- |
| unidade                           | habitantes | %       | habitantes | %        | habitantes | %       |
| população                         | 1 426      | 100     | 737        | 51,3     | 700        | 48,7    |
| área                              | 5,2 km²    | 5,2 km² | 5,2 km²    | 5,2 km²  | 5,2 km²    | 5,2 km² |
| densidade populacional (hab./km²) | 274        | 274     | 140,6      | 140,6    | 133,4      | 133,4   |